# Tral
Tral là một thị xã và là nơi đặt ủy ban khu vực quy hoạch (notified area committee) của quận Pulwama thuộc bang Jammu và Kashmir, Ấn Độ.

## Địa lý
Tral có vị trí 33°56′B 75°06′Đ / 33,93°B 75,1°Đ Nó có độ cao trung bình là 1662 mét (5452 feet).

## Nhân khẩu
Theo điều tra dân số năm 2001 của Ấn Độ, Tral có dân số 11.607 người. Phái nam chiếm 53% tổng số dân và phái nữ chiếm 47%. Tral có tỷ lệ 59% biết đọc biết viết, thấp hơn tỷ lệ trung bình toàn quốc là 59,5%: tỷ lệ cho phái nam là 71%, và tỷ lệ cho phái nữ là 45%. Tại Tral, 7% dân số nhỏ hơn 6 tuổi.